# 用智能佛
用智能佛是二十八佛中的第二位，比历史上的乔达摩佛早。他也是精髓劫的第二尊佛。
在《佛种姓经》中，他被简要地提及：

无数劫前，除渴爱佛、用智能佛、皈依佛和燃灯佛诞生于精髓劫。

## 传记
他出生于Yaghara，是Sudeva国王和Yasodharā王后的儿子。成年后，他继承了父亲的王位，统治国家8,000年。当他看到四大景象时，他决定离开城堡。儿子出生后，便离开去森林修行。他苦修了半个月（15天）。之后在紫矿树下成道。
乔达摩佛的化身有机会见到他。成为佛陀的弟子，并向佛陀祈求他的愿望。然而，佛陀没有实现他的愿望。死后化身成为欲界的天人。
用智能佛活了90,000年。他已经解脱了许多众生。他与弟子们一起证得般涅槃。

### 脚注
1. ↑  Davids, TWR; Davids, R (1878). "The successive bodhisats in the times of the previous Buddhas". Buddhist birth-stories; Jataka tales. The commentarial introduction entitled Nidana-Katha; the story of the lineage. London: George Routledge & Sons. pp. 115–44.
2. ↑  Gallop, Annabel. . Asian and African studies blog. 2015.
3. ↑  . Palikanon.
4. ↑   Second. Kabaraye, Yangon Region, Myanmar: Ministry of Religious Affairs (Myanmar). 2009: 381 （缅甸语）.
5. ↑  San Myint, pp. 5
6. ↑  San Myint, pp. 6